# Theater am Potsdamer Platz
Il Theater am Potsdamer Platz è un auditorium musicale multiuso situato nel quartiere berlinese di Tiergarten, in Germania.

## Descrizione
Progettato dall'architetto Renzo Piano e situato a Marlene-Dietrich-Platz, è stato completato il 2 ottobre 1998 e inaugurato il 5 giugno 1999. Con 1754 posti a sedere, è uno dei più grandi teatri della Germania. Il teatro ospita principalmente spettacoli musicali.

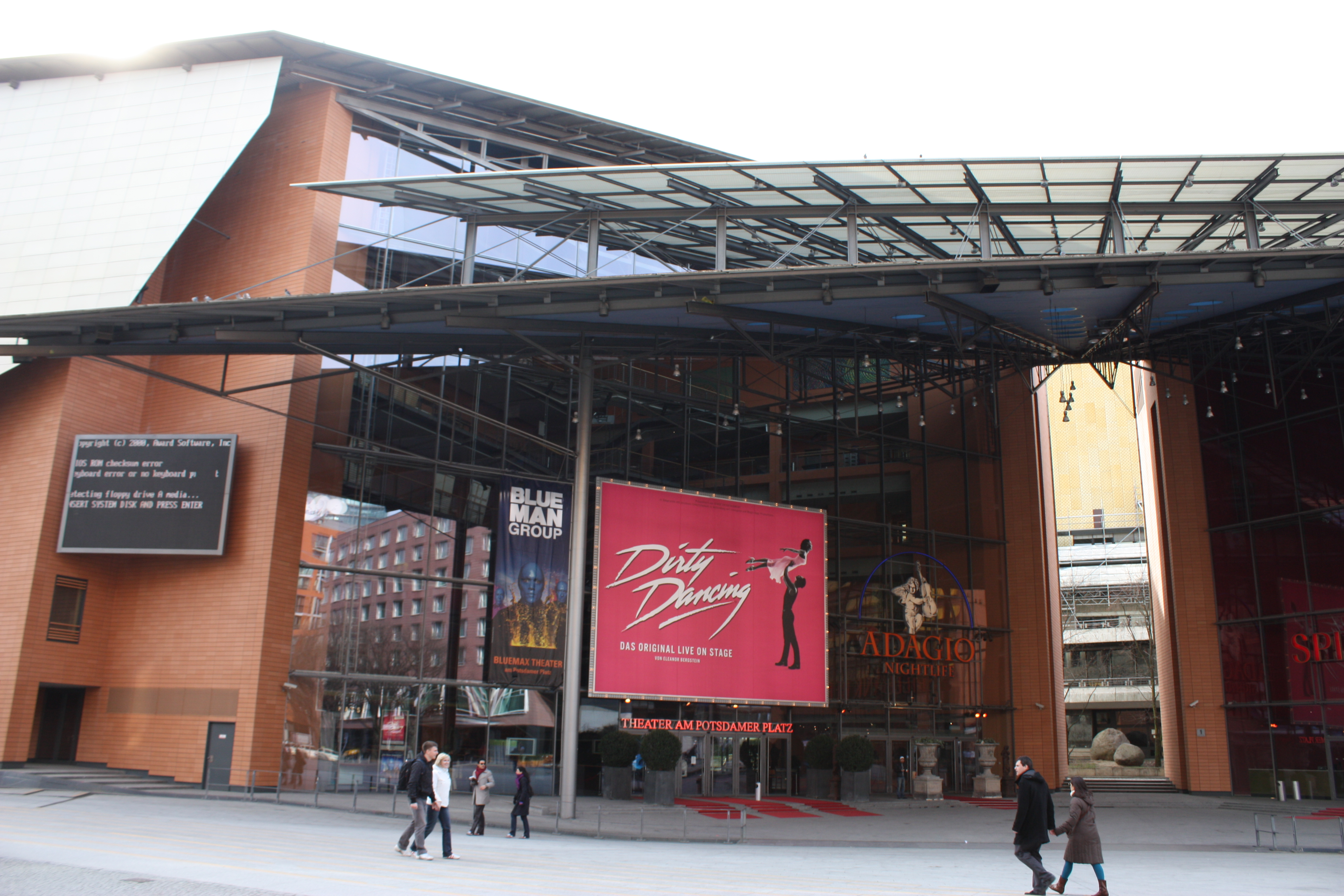

Dalla Berlinale 2000, il Theater am Potsdamer Platz ospita ogni febbraio il Festival internazionale del cinema di Berlino. Durante questo periodo il teatro viene  chiamato Berlinale Palast. Durante la Berlinale, il teatro viene trasformato in un cinema. A seguito del fallimento dell'organizzatore musicale Stella Entertainment AG, il teatro è stato acquisito da Stage Entertainment nel luglio 2002. Nel 2011, il teatro è stato ribattezzato Stage Theater am Potsdamer Platz.